# Renesas Electronics
La Renesas Electronics Corporation (ルネサスエレクトロニクス株式会社|Runesasu Erekutoronikusu Kabushiki Gaisha) in lingua giapponese) o Renesas Technology è un'azienda giapponese operante nell'industria elettronica, di componenti elettronici e sistemi, con sede a Tokyo. "Renesas" è l'acronimo di RENaissance SEmiconductor per Advanced Solutions.
Nacque nel 2002 dalla fusione delle divisioni di elettronica di Hitachi e di Mitsubishi. Nel 2010 assorbì anche la divisione di elettronica di NEC.

## Storia
Fondata nel 2002, è quotata alla borsa di Tokyo. Ha sedi produttive, di progettazione e di vendita in circa 20 paesi. Nel 2014 è stato il più grande produttore di semiconduttori per automobili del mondo e il più grande produttore di microcontrollori al mondo. Realizza inoltre sistema su circuito integrato e circuiti integrati a segnali misti. Il nome "Renesas" è l'acronimo di RENaissance SEmiconductor for Advanced Solutions.

## Prodotti

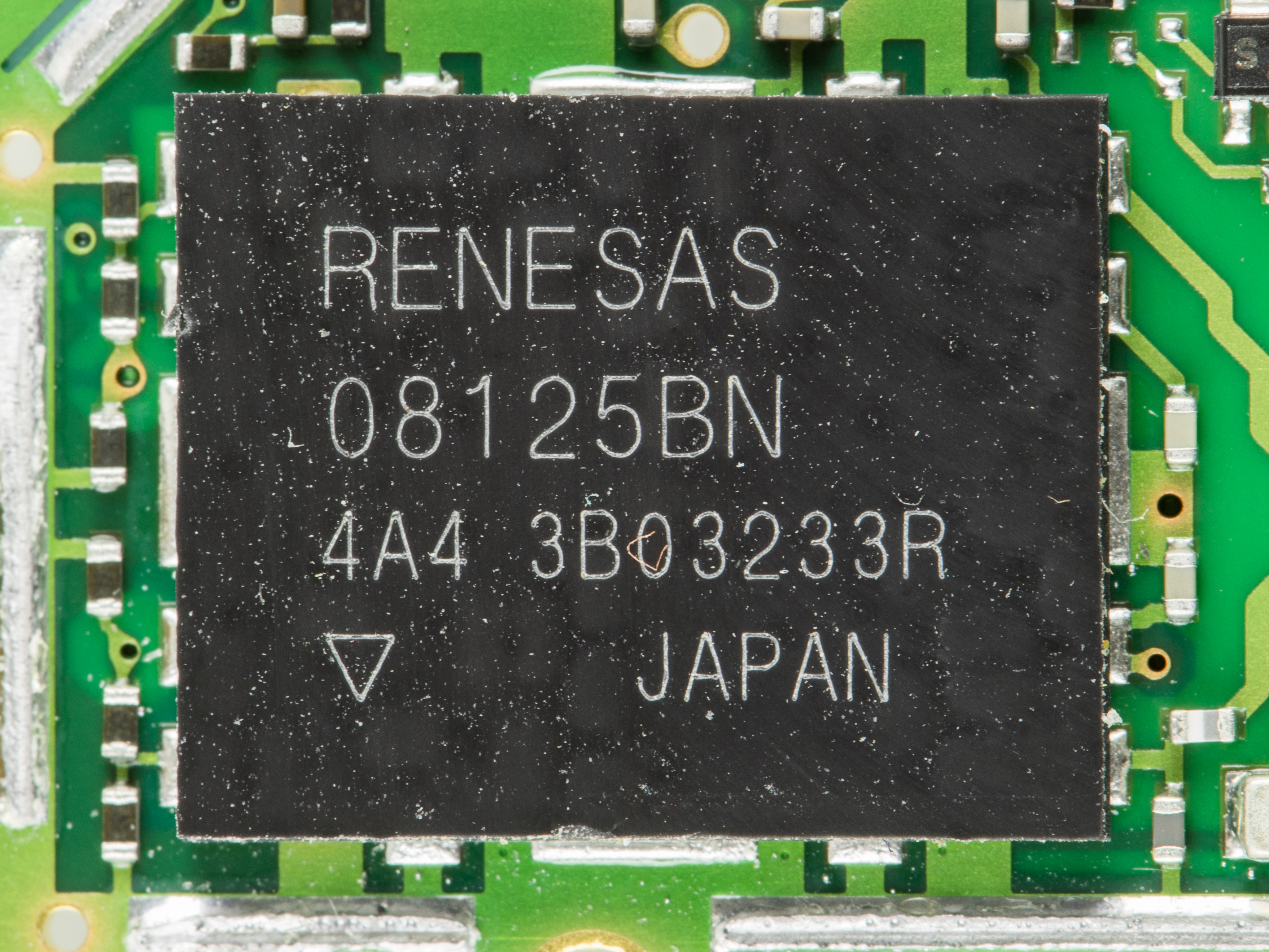
Chip Renesas di un Nokia 3410

- Microcontroller/microprocessori (RL78, 78K, R8C, RX, V850, SuperH, R32C / M32C/ M16C, M32R, H8, RH850 etc. e loro componenti RZ su Architettura ARM[9][10])
- Circuiti LSI (System on a chip R-Car)
  - ASIC
  - Logic IC
  - Analog IC
  - ASSP
- Componenti discreti (diodi, Power MOSFET, tiristori e triac, transistor)
- Memorie IC (SRAM)

## Azionariato
Al 31 dicembre 2018 l'azionariato era così composto:
| Innovation Network Corporation of Japan | 33.37% |
| GIC Private Limited -C | 5.79%  |
| Denso | 4.99%  |
| Mitsubishi Electric | 4.53%  |
| Japan Trustee Services Bank (Re-trust of Sumitomo Mitsui Trust Bank, Limited / NEC Corporation pension and severance payments Trust Account) | 4.30%  |